# Glazba
Glazba je umjetnost čiji je medij zvuk kojeg organiziramo u vremenu i prostoru, uglavnom po nekom planu i namjerno, iako ima i drugih načina. Stvaranje, izvođenje, važnost, a nekad i definicija glazbe veoma ovise o kulturi i socijalnim aspektima. Glazbu dijelimo u žanrove i podžanrove, ali njihove granice i veze ponekad ovise o osobnoj interpretaciji.
Zaokružen i cjelovit ostvaraj glazbene umjetnosti zove se skladba, glazbeno djelo ili kompozicija. Međutim, glazba je reproduktivna umjetnost, slično kao i drama ili ples, što znači da se ona ne svodi samo na skladanje, nego da je skladano djelo potrebno i izvesti (reproducirati, interpretirati) da bi ga se moglo predati publici kao gotov proizvod umjetnosti. Glazbu izvode interpretatori, a može ju se reproducirati na dva načina: izvođenjem djela pred publikom na koncertu ili kakvoj sličnoj prigodnoj svečanosti i emitiranjem prethodno snimljenoga sadržaja s nosača zvuka (CD-a, DVD-a i sl.) uz pomoć suvremene elektroničke opreme kao što su Hi-Fi, odnosno auditivni ili audiovizualni elektronički mediji (npr. radio, internet i sl.).

## Pojam i definicija
Sama riječ glazba potječe od slavenskog glas, a riječ muzika od grčkog μουσική τέχνη (mousikē téchnē) – "umjetnost muzâ", od čega se zadržala samo prva riječ μουσική, što je izvedenica od riječi μούσα (mousa), što znači muza. Dalje se svijetom proširio latinski oblik musica, koji je uglavnom opisivao ugodne zvukove. Upravo je takav oblik najčešći u svjetskim jezicima.
Definirati glazbu već je malo teže, a to su pokušavali mnogi, od muzikologa do interpretatora. Uglavnom, za glazbu možamo reći da je umjetnost koja se izražava pjevanim i/ili sviranim tonovima, raznim zvukovima, šumovima i tišinom između njih. Zvukovima i šumovima se koriste ponajviše moderni skladatelji kad žele pobliže glazbeno opisati neki sadržaj. Tišinu pak između tonova čine stanke (pauze).
Uz to što je reproduktivna (izvođačka) umjetnost, glazba spada u fine (lijepe) umjetnosti jer joj je cilj estetika. Kao što film nazivamo sedmom umjetnošću, tako je glazba po tradicionalnoj estetici prva umjetnost (odnosno prva na popisu umjetnosti). Glazba ima i dodirnih točaka s kazalištem, ne samo zato što se prakticira u njemu, već postoji i žanr koje je posuđuje i od jednog i od drugog – mjuzikl. Usko vezan sa sve troje, ali posebno s glazbom, je i ples.
Glazba je uobličeno vrijeme, jer se može doživjeti samo u tijeku nekog vremena (za razliku od slikarstva koje uobličuje prostor). Zbog toga glazba mora imati ritmičko uređenje svog sirovog materijala – tonova i drugih zvukova. Osim toga, glazbu uređujemo i pomoću melodije (niza tonova raznih visina) i harmonije (istovremenosti raznih visina tonova). Tako ritam, melodija i harmonija postaju osnovni elementi glazbe.

### Glazba kao fizikalna nauka
Glazbenu građu čine zvukovi, a oni nastaju titranjem nekog tijela, koje tako postaje izvor zvuka. Zvučni valovi se prenose zrakom u obliku krugova od izvora zvuka do našeg uha. Kad su titraji u zraku redoviti, ono što čujemo je ton – dakle pravilan, jasan zvuk. Kad su pak titraji neredoviti, čujemo samo šum ili buku – zvukove uglavnom više-manje neugodne ljudskom uhu (iako se i oni koriste u glazbi).
Jedan izvor titranja može izazvati iste titraje i u drugim predmetima, ali njihovi titraji moraju biti u skladu s titrajima izvora. To se zove rezonancija. Tako zvuk ljudskog glasa ne proizvode samo glasnice nego i rezonantna titranja u šupljini lubanje. Slično i zvučna kutija nekog glazbenog instrumenta titra rezonantno s početnim gibanjem koje je izvođač dao instrumentu. Na primjer, violinska kutija rezonira na titraje žice violine i pojačava ton. Frekvencija titranja (broj titraja u sekundi) određuje visinu zvuka. Što je više titraja u sekundi, viši je i ton. Ljudsko uho je izvanredno osjetljivo na razlike u visini i ima opseg od oko 20 do čak 20.000 titraja u sekundi. Jedan mješoviti zbor proizvodi frekvencije između otprilike 64 i 1500, a koncertni klavir između 20 i 4176. Kad skupina glazbenika svira zajedno, oni usklađuju svoje instrumente pri čemu je ton A definiran s 440 Hz-a.

## Glazba kroz povijest
Razvoj je glazbe vezan uz ljudski razvoj, pa je tako i glazba neraskidiva od društvenog okruženja, civilizacijskog i materijalnog razvoja čovjeka. Razdoblja u povijesti glazbe uglavnom odgovaraju razdobljima u drugim umjetnostima (književnosti, slikarstvu). O njezinim počecima možemo reći da glazba postoji otkad i čovjek, slično kao i ples. 

### Postanak glazbe
Imala je veliko značenje u životu primitivnih naroda, još i prije civilizacije, ali ovim se periodom povjesničari glazbe ne bave previše, zanimljivija su im glazbena dostignuća kulturnih naroda Antike. Ipak, muzikolozi su, proučavajući povijesne izvore i upoznajući primitivna plemena, donijekli više zaključaka o glazbi u pretpovijesno vrijeme:
1. Glazba je najprije služila kao magijsko sredstvo, koja je trebala pomoći nekoj radnji (žetvi, braku, uspješnom lovu...). Takva je glazba redovno praćena plesom, a bila je vezana uz religijske ceremonije.
2. Na naprednijem stupnju razvoja, služila je kao sredstvo uzdizanja borbenog duha i rodoljubnih osjećaja.
3. U još kasnijem periodu, kod prve podjele rada, unosila je u njega radost i neki ritam.

Prvi su instrumenti bili frule, drvene ili od kostiju, bubnjevi i udaraljke i, dakako – ljudski glas, najsavršeniji instrument.

### Glazba naroda Starog vijeka
O glazbi starog Egipta znamo ponajprije zbog raznih nalaza na području Grčke, s kojom su bili u dodiru, a i značenje glazbene kulture Egipta je baš u tome što grčke teorije vuku korijen iz Egipta. Egipćanima je glazba služila ponajprije za vjerske obrede, a poznavali su harfe, koje su umjetnički izrađivali, flaute i sistrume (vrsta metalnih udaraljki).
U Kini, koja je imala veoma dugu glazbenu tradiciju, glazba je povezivana s filozofijom. Njihov najveći filozof Konfucije je naučavao da "glazba oplođuje klice kreposti koje čovjek nosi u srcu." Dobra je glazba značila red, a loša nered u državi. Pet tonova njihove ljestvice predstaljalo je pet elemenata, a kasnija ljestvica od 12 tonova mjesece u godini. Glazbu su izvodili na velikim ceremonijama, a poznavali su dosta instrumenata.
Indija je također davala važno mjesto glazbi. Smatrali su je božjim darom, koji treba vraćati bogovima pjesmom i svirkom. Čini se da je indijska ljestvica bila veoma slična kineskoj – bila je pentatonska (od pet tonova). Jednim od najstarijih njihovim instrumenata smatramo vinu (sa sedam žica i rezonatorom), a cijenili su i zvona. Većinu ovih podataka povjesničari crpe iz religiozno-filozofskih knjiga, veda.
Glazba je u Palestini doživjela procvat u vrijeme Davida i Salomona. Židovima je glazba služila u bogoslužju, ali su posebni jer im nije predstavljala magijsko sredstvo. Nisu se glazbom opijali, već su njome izazivali svečano raspoloženje. Imali su veoma bogat instrumentarij, triangle, rogove, bubnjeve, svirale, harfe, lutnje. Njihovo pjevanje psalama i zborsko pjevanje preuzela je srednjovjekovna katolička glazba.

### Antička Grčka i Rim
U antičkoj Grčkoj država se brinula o razvoju umjetnosti, a u središtu njihove umjetnosti bila je glazba. Takvo zanimanje za umjetnost nastaje iz činjenice da su u Grčkoj tekovine kulture bilo dobro cijelog naroda. Iako je od grčke glazbe sačuvano samo dvanaestak zapisa, o njoj saznajemo iz literature, pa znamo da je glazba imala važnu ulogu u državi i društvu, odgoju omladine i, naravno, mitologiji. Na primjer, Apolon, bog (među ostalim) sunca, dakle sklada i sreće, bio je zaštitnik i bog glazbe.
Primjena glazbe kod njih je bila svestrana: pjevali su u zboru lirske pjesme, slavili bogove himnama, a i u drami je glazba imala važnu ulogu. Bilo je doba kad su svi muškarci do tridesete morali primati glazbenu izobrazbu iz državnih glazbenih škola. Postojale su Pitijske igre, glazbeno-umjetnički pandan olimpijskima. Razvili su teoriju glazbe, i imali su ljestvice (silazne), koje su nazive dobivale po pokrajinama: dorska, frigijska i lidijska. Kitari, liri i drugim žičanim instrumentima pripisivali su svojstvo produbljivanja ljudskih osjećaja i unošenja sklada, a puhačkim moć uzbuđivanja i dovođenja u ekstazu.
Kad su Rimljani pokorili Grčku, preuzeli su i njihovu glazbu, instrumente i notno pismo, od ostalih naroda trube, ali tu glazbu nisu dalje unaprjeđivali, pa joj je vrijednost pala. Onoliko glazbenog smisla nisu imali, pa im je glazba služila za uljepšavanje gozbi priredaba i igara, no tu je glazbu sačuvao filozof Boetius u djelu De institutione musica, na kojoj počiva razvitak cjelokupne današnje glazbe.

### Srednji vijek
Glazba srednjeg vijeka poznavala je dva smjera – crkvenu (sakralnu) i narodnu (svjetovnu) glazbu.
Starija sakralna glazba nadovezuje se na židovsku i grčko-rimsku, a preuzela je mnogo i od nekršćanskih naroda, napose istočnjačkih, što je vješto primijenjivala u svojem litrgijskom pjevanju. Važan dio liturgijske glazbe do danas čini gregorijansko pjevanje, jednoglasno i nepromjenljivo crkveno pjevanje. Zbirku takvih misnih napjeva sastavio je i pročistio u suradnji sa svojim benediktincima u knjigu Antifonarij papa Grgur I., te ga možemo nazvati reformatorom liturgijske glazbe Iz Rima se takvo pjevanje proširilo po cijelom kršćanskom svijetu, čemu je pomogao i Karlo Veliki.
Svjetovna glazba je u 12. stoljeću dobila novu vrstu pjesama koju su gajili trubaduri (kao npr. Arnaut Daniel). U njima je najčešće riječ o viteškim vojnim i ljubavnim pothvatima, njihova odanost, poštenje, milosrđe itd. U Njemačkoj su takvi pjevači nazivani Minnesängerima, a imali su pravilnike (tabulaturu) po kojem se učila umjetnost. Žongleri su bili putujući glazbenici, koje su vlasti i Crkva progonili, ali ih je narod volio, jer su bili veseli, šaljivi i lakoumni, a objedinjavali su mnogo zanimanja u jednom. Znali su svirati devet instrumenata, izmišljati rime, žonglirati, oponašati glasove životinja, čarati s kartama i skakati kroz četiri obruča... U 12. stoljeću otvaranjem sveučilišta nastaje još jedna skupina putujućih glazbenika, golijardi. Bili su to siromašni lutajući studenti koji su selili u potrazi za učiteljima. Za razliku od žonglera i trubadura, bili su pismeni i poznavali latinski jezik.

### Renesansa
Kao i sve druge umjetnosti, glazba je tada doživjela preporod i označila kraj veza sa srednjim vijekom. Pojavljuje se zanimanje za kulturna dostignuća antike, i težnja da se antika prikaže u preporođenom ruhu. Novost je tiskanje nota – 60 godina nakon Gutenbergova izuma tiska. Glazbu renesanse odlikuju jasan izraz i jednostavni oblici, a u glazbene majstore renesanse ubrajamo Giovannija Pierluigija Da Palestrinu, Orlanda di Lassa i Slovenca Jakoba Gallus-Petelina.
Svojevrsnu vezu između srednjeg vijeka i renesanse čini razdoblje gotike. U to je doba instrumentarij povećan: najrašireniji je instrument vielle (njem.: Fiedel), preteča današnjih gudačkih instrumenata. Postojale su harfa, lira, lutnja (neizmijenjena do danas), rogovi, frule, zvončići, bubnjevi. Pojavile su se i orgulje (tada nazivane kraljicom instrumenata), te klavikord i čembalo – preteče klavira.

### Barok i rokoko
Vidi još: Popis baroknih skladatelja
Umjetnički stil baroka, odjek je napretka na području svih znanosti, koje tad poprimaju obrise slične današnjim – astronomija, matematika i fizika doživljavaju procvat, uveden kapitalistički sustav, izlaze prve novine, uvedena pošta, konstruiran globus... Uz sve ovo barok je ipak bio veoma vezan uz Crkvu, točnije proces protureformacije, jer je Crkva htjela privući vjernike raskoši i vanjskim sjajem. Barok se najsnažnije očitovao baš tamo gdje je protureformacija bila najsnažnija – u Italiji, Njemačkoj, Austriji, Španjolskoj, Poljskoj.
Najveći majstori baroka su Johann Sebastian Bach i Georg Friedrich Händel, a poznati su još i Henry Purcell, Couperin, Caccini, Vivaldi, Lully, Schütz. Barok je nakićen, pun ukrasa i krivudavih linija, a glazbi je donio polifoni stil, oznake za dinamiku i tempo, te nove vrste djela (opera, suita, oratorij, kantata, solistički koncert i drugi).
U drugoj polovici 18. stoljeća barok prerasta u rokoko, posebno u Francuskoj. Rokoko i početak klasike se u glazbi naziva galantnim stilom, a karakteriziraju ga male, dražesne, vitke forme; hedonistički je i ne toliko formalan. Njegovi važni predstavnici su sinovi J. S. Bacha.
Važno je napomenuti da u ovom periodu barok u glazbi ne odgovara uvijek po godinama baroku u drugim umjetnostima (književnosti, slikarstvu), pa je važno promatrati ih odvojeno.

### Klasicizam
Novo, veliko razdoblje započeto 1730. Klasično u njemu je savršeno jedinstvo oblika i sadržaja, a naziva se još i Bečkom klasikom. U ovo vrijeme do najviše je mjere uzdignut sonatni oblik, a usavršeni su simfonija, gudački kvartet i klasična opera.
Najveći majstori klasike, bečki klasici, su trojka Haydn – Mozart – Beethoven, s tim da je Beethoven ušao i u romantizam. Drugih je skladatelja bilo mnogo, zanimljiviji su Luigi Boccherini, majstor komorne glazbe, Domenico Cimarossa, najveći zastupnik opere buffa (šaljive opere), Giovanni Battista Pergolesi, autor mnogih opera, te od domaćih skladatelja Ivan Mane Jarnović, rođen od dubrovačkih roditelja možda na brodu ispred Dubrovnika.
Klasikom se nekad smatraju i romantizam i barok, ali to je samo razdoblje od 1730. do 1820. (vidi niže). Pravilniji bi naziv bio ozbiljna glazba, iako ni on nije sasvim primjeren, jer klasicizam (klasika) ne mora biti ozbiljan, ali je ozbiljan u odnosu na moderne žanrove.

### Romantizam
Stil 19. stoljeća, u kojem prevladava fantazija i čuvstvo. Nastaje kao reakcija na neispunjena obećanja Francuske revolucije, nezadovoljan i razočaran, umjetnik se povlači u sebe, u prošlost – većinom srednji vijek. Povlači se i u prirodu, mnoga romantičarska djela veličaju žubor potoka, šuštanje lišća, godišnja doba. Tako se, odlaskom u prirodu – na selo – razvija i zanimanje za folklor, ono narodno. Ovo pak potiče rodoljublje, pa su mnogi romantičari bili borci za prava naroda.
Za romantizam su značajna kraća djela, časovita uzbuđenja; melodija je sad jednostavna, bez skokova, čak priprosta, a sad skokovita, uzbuđena, obijesna. Ono što je nekad bilo neskladno, disonantno, sad se tomu daje prednost, a sve opet zvuči dobro – to je razlog zašto su neki intervali i akordi u nekim razdobljima smatrani disonantnim, a u nekim nisu. Romantizam je veoma bogat ritmičkim i melodijskim elementima, uvijek pronalazi nove interpretacije. Njegovi najveći skladatelji su Schubert, Schumann, Chopin, Wagner, Brahms, Liszt i dr.

## Elementi i odrednice glazbe
Većina stručnjaka se slaže da su osnovni elementi glazbe
- ton (koji određuje melodiju i harmoniju)
- ritam (njegove komponente tempo, mjera i artikulacija)
- dinamika
- osobine tona kao što su tembar i tekstura tona.

Pri glazbenoj izvedbi važno je fraziranje, a ono zajedno s tempom i dinamikom daje djelu ljepotu, te u potpunosti ovisi od izvođača. U glazbi postoje i ukrasi, glazbeni ornamenti koji kratkim izmjenama tonova "igraju" oko glavnog tona melodije.
Način bilježenja tonova na papiru nazivamo notacijom, te je ona obično preduvjet praktičnog izvođenja glazbe, te se uči od samog početka učenja glazbe. Notacija se kroz stoljeća razvijala, još od starogrčke notacije. U srednjem vijeku Guido Aretinski je razvio neume kojima se bilježilo gregorijansko pjevanje, a postavio ih je na četiri obojene crte. Od njih su se razvilo koralno notno pismo, u obliku kvadratića, a od njega današnje notno pismo na pet crti crtovlja.
Guido Aretinski je razvio solmizaciju, nazive tonova koje koristimo pri pjevanju, a kasnije je tomu dodana i glazbena abeceda.

## Podjela glazbe
Glazbu je veoma teško podijeliti i kategorizirati sasvim točno, zbog njene kompleksnosti. Ipak, velike se podjele lako mogu napraviti.
Po tome čime se izvodi, glazbu možemo podijeliti na:
- vokalnu – glazbu koja se pjeva, tj. izvodi pjevanim tonovima;
- instrumentalnu – glazbu koja se svira, tj. koja se izvodi sviranjem na instrumentu;
- vokalno-instrumenalnu – kombinaciju obje navedene.

Po naslovu djela glazba može biti:
- programna – umjetnička djela koja imaju određen naslov kojim nam se otkriva glazbeni sadržaj (program). Sva vokalna djela spadaju u ovu vrstu, jer imaju riječi, pa time i naslov.
- apsolutna – glazbena djela koja naslovom ne otkrivaju autorovu zamisao (iako, naravno, i one imaju program). Ovakva djela najčešće nose samo oznake za tempo, oblik kompozicije i sl.: Allegro, Rondo, Presto itd.

Postoji i veoma široka podjela glazbe po žanrovima, a rjeđe su podjele povijesna, zavisno od perioda u kojem je glazba nastala, i nacionalnosna, zavisno o nacionalnosti skladatelja. Posve poseban rod je narodna glazba, koja ima i drukčija pravila (najčešće u pjevanju), te koja čini poseban smjer na akademijama. Iz ove glazbe su "posuđivali" najviše romantičari, ali i klasičari, jer je veoma bogata melodijama i ljepotom.

## Glazbenici
Glazbenici su svi ljudi koji se bave glazbom, a to mogu na mnogo načina:
- Skladatelji pišu glazbena djela; od njih počinje proces glazbe. Ideje nalaze u narodnoj glazbi, svakodnevnom životu ili im jednostavno dolaze "iz glave" – to je kao svaki drugi proces stvaranja umjetnosti. Skladatelji moraju poznavati veoma mnogo stvari – povijest glazbe, oblike kompozicija, harmoniju, zvuk svakog pojedinog instrumenta...

- Interpretatori izvode glazbu: pjevanjem, sviranjem, ili kombinacijom navedenog. Mnogo ih je više od skladatelja, a obično se u već u osnovnoškolskom glazbenom obrazovanju opredjele za određeni instrument, iako poslije mogu učiti nešto drugo. Oni su reproduktivni umjetnici, a tek u suradnji autora i interpretatora se glazbeno djelo ostvaruje u cijelosti. Velika tehnička vještina interpretatora naziva se virtuoznošću, ali uz nju je potrebna i umjetnička vještina. Mogu izvoditi sami (solo) ili u skupinama (ansamblima), koji imaju više vrsta – postoje zborovi, orkestri, manji vokalni ansambli, gudački/puhački/udaraljkaški ansambli, nestandardni, komorni, instrumentalni ansambli...

- Dirigenti su voditelji većih ansambala – zborova i/ili orkestara, te rjeđe drugih koncertnih skupina. Većina koristi štapić, a pred sobom imaju partituru – notni papir sa zapisanim dionicama svih instrumenata, jednih iznad drugih. Moraju posjedovati veliko glazbeno znanje te dobar sluh, zbog čega postoje mnogi skladatelji-dirigenti.
- Muzikolozi su znanstvenici koji se bave glazbom, odnosno njenim problemima. Veoma široka i važna grana muzikologije je etnomuzikologija, znanost o narodnoj glazbi. Hrvatski je narod iznjedrio dosta zapisivača narodnih popijevki i melodija, kao što su Vinko Žganec, Josip Andrić i Franjo Kuhač.
- Graditelji instrumenata izrađuju glazbene instrumente, ali ne izmišljaju nove dizajne instrumenata. Najpoznatiji klasični graditelj je svakako Antonio Stradivari, a poznate su i obitelji Amati i Guarneri.
- Glazbeni pedagozi su nastavnici i profesori u osnovnim i srednjim školama, glazbenim akademijama i drugim konzervatorijima te raznim tečajevima. Osnovna se škola pohađa paralelno s "običnom" osnovnom, te joj je veoma slična. Srednja glazbena škola također se može pohađati paralelno s nekom drugom srednjom školom, ali to nije obvezno i na to se odlučuju samo neki. Akademija je naziv za visokoobrazovnu ustanovu koji se koristi u glazbenoj, likovnoj i dramskoj umjetnosti.

- Disk-džokeji (DJ-evi) su ljudi koji puštaju glazbu, bilo u diskotekama, revijama ili jednostavno na radiju i televiziji. Iako se danas ovaj naziv najčešće veže uz modernu elektroničku glazbu, DJ-evi su postojali mnogo prije nje, a i danas većina veoma cijeni stare gramofonske ploče iz 50-ih. Ipak, digitalna glazba i moderni formati čine jednu uobičajenu dimenziju njihovog posla.

## Sociološki aspekti glazbe
Mnogo je primjera o važnosti glazbe i njenoj ulozi u društvu i životu čovjeka. Martin Luther postavljao je glazbu odmah iza teologije, a u prošlosti je glazbena izobrazba bila sasvim uobičajena (za više slojeve društva). Popularnost glazbenih festivala godinama ne jenjava, a Eurovizija proširuje pojam Europe duboko u Aziju. Himna – svečana pjesma – jedan je od osnovnih državnih simbola.
Danas se glazba "uvukla" u našu okolinu pa je nekad i ne primjećujemo, jer nas doista okružuje sa svih strana – jednostavni njeni oblici (zvona, sirene, zviždaljke) često su nam neophodni.

### Kulturološka podjela
Glazbena izvedba ima drukčiju formu u različitim kulturama i miljeima. U Europi i Sjevernoj Americi, dakle u zapadnom razvijenom svijetu, česta je podjela glazbenih žanrova na visoko i niskokulturalnu. Visokokulturalne vrste glazbe bile bi klasika s romantizmom i barokom, te moderna klasična glazba. Niskokulturalni žanrovi uključivali bi jazz, blues, soul, country i druge, uz koje publika može piti, plesati, veseliti se... Ovakva podjela postojala je sve do kasnijeg 20. stoljeća, te se kvaliteta glazbe promatrala kroz to pripada li ona prvoj ili drugoj grupi, a tek onda prema njezinoj umjetničkoj vrijednosti. Tako je pravljena razlika između "umjetnosti" i popularnih stilova koji su se mogli čuti u barovima i plesnim dvoranama, iako su se muzikolozi kasnije složili da ovakva podjela ne mora nužno određivati kvalitetu glazbe, već je ona proizišla iz drukčijih mišljenja i socijalnih statusa. Dakle, prevladano je mišljenje kako je kvalitetna samo klasika, dok moderni punk i rock umjetnički ne vrijede. Tu je važno napomenuti da čak ni neki kasniji Beethovenovi uradci, ili Stravinskijevi baleti nisu odmah naišli na odobravanje te su i oni smatrani neprimjerenim – što nam govori da je ponekad potrebno vrijeme da se nešto prihvati. Ipak, i danas se ponegdje klasika naziva umjetničkim stilom, što je odraz toga vremena.

## Primjene glazbe
Glazba ne mora biti izvođena samo na koncertima, danas joj nalazimo mnoge druge primjene.

### Terapija glazbom
Odavna su poznati utjecaji glazbe na ljudske osjećaje, pa je i ova grana liječenja davno zaživjela. Prvi je opisao utjecaje glazbe na dušu Al-Farabi (oko 872. – 950.), a u Osmanskom Carstvu glazbom su liječene mentalne bolesti. U 17. stoljeću su došli do zaključka da glazba i ples izvrsno pomažu kod melankolije i očaja, a 2006. je dokazan povoljan utjecaj glazbene terapije kod shizofreničara.
Terapija glazbom je proces u kojem terapeut koristi emocionalna, mentalna, socijalna, duhovna i estetska svojstva glazbe kako bi izliječio pacijenta ili poboljšao njegovo zdravlje. Veoma je zahvalna terapija jer je pogodna svim dobnim skupinama, a olakšava mnoge probleme: medicinske smetnje, fizičke hendikepe, poremećaj komunikacije, starenje, zlostavljanje. Koristi se i za poboljšavanje učenja, smanjenje stresa i drugo. Pod terapiju glazbom ne spada puštanje glazbe pri masaži ili drugoj terapiji, iako i tu pomaže opuštanju.

### Filmska glazba
To je glazba koja je skladana posebno za film, a može biti i prije napisana glazba upotrijebljena u filmu (tu ju je važno razlikovati od soundtracka). Njezina je važnost u tome što stvara ugođaj te potpomaže promociju filma. Koristi se jer potiče emocionalnu povezanost s radnjom, a često pomaže karakterizaciji likova. Mnoge filmske skladbe postanu popularne i izvan filmova, te se često ponovno izvode (Tema slavnog Johna Williamsa iz Schindlerove liste i Zvjezdanih ratova; naslovna glazba Maxa Steinera iz filma Prohujalo s vihorom i dr.).

### Vojna glazba
Vojna se glazba danas najčešće prakticira na ceremonijama, podizanjima zastava, obljetnicama, postrojavanjima i dr., ali u prošlosti je imala i praktičnu svrhu – u ratnom metežu zvuk trube ili bubnja prenosio je zapovijedi, jer se glazba bolje čula od zapovjednikovog glasa. Vojna glazba je pojednostavljena, njen instrumentarij čine razne vrste bubnjeva te puhači. Obično su – iz praktičnih razloga – svi instrumenti lako prenosivi. Iz vojne glazbe razvila se limena glazba, glazba limenih instrumenata, vojnički ustrojena, a koja se izvodi i na koledžima.

## Vanjske poveznice

### Sestrinski projekti
|  | Zajednički poslužitelj ima još gradiva o temi glazba |
|  | Wječnik ima rječničku natuknicu glazba               |

### Mrežna mjesta
- Glazba Hrvatska enciklopedija